# Aceite de mandarina

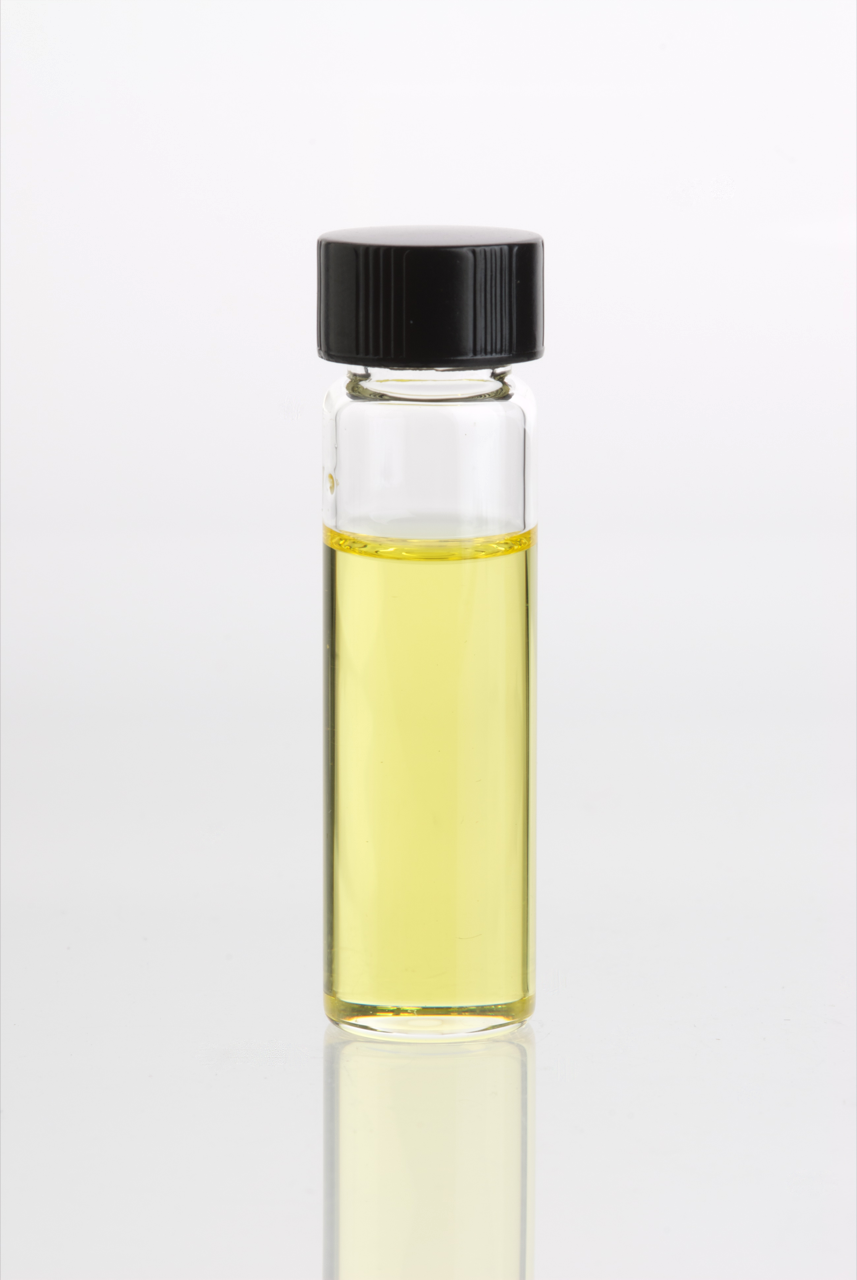
Aceite de mandarina

El aceite de mandarina es un aceite de color amarillo dorado o verde oliva, de tacto oleoso, aromático, volátil y ligeramente picante, obtenido de la corteza de las mandarinas (Citrus reticulata); inmiscible en agua, miscible en alcohol absoluto n-hexano, éter etílico y cloroformo.

## Componentes
Los componentes químicos del aceite son: isopreno, uno-pineno, mirceno, limoneno, y-terpineno, citronelal, linalol, neral, acetato de nerilo, acetato de geranul, geraniol, citral, citronelal, timol y carvona, entre otros..  
| Propiedades físico-químicas  |        |        |
|                              | Mínimo | Máximo |
| Densidad a 15º               | 0,846  | 0,87   |
| Índice refracción a 20º      | 1,46   | 1,485  |
| Aldehído como C-10(%)        | 0,4    | 1,2    |
| Alfa pineno (%)              | 1,5    | 3      |
| Beta pineno (%)              | 1,2    | 2      |
| D-limoneno (%)               | 65     | 75     |
| Gamma-terpineno (%)          | 16     | 22     |
| Metil antralinato metilo (%) | 0,3    | 0,6    |

## Propiedades medicinales
Antiséptico, antiespasmódico, carminativo, digestivo, diurético (suave), laxante (suave), sedante, estimulante (digestivo y linfático) y tónico.

## Farmacología
Estudios antibacterianos demuestran que el aceite esencial de mandarina es activo contra Staphylococcus aureus, Escherichia coli, Bacillus subtilis, Pseudomonas aeruginosa, Helicobacter pylori y Salmonella. El aceite esencial de hojas tiene actividad fungicida contra Colletotrichum acutatum causante de la caída prematura del fruto.

## Obtención
Los procesos de extracción más simples empleados se pueden dividir de acuerdo al disolvente utilizado:
- Extracción con agua, que incluye la infusión, destilación por arrastre con vapor de agua y decocción.
- Extracción con solventes orgánicos, entre los que destacan, la maceración, lixiviación (o percolación), extracción por aparato de Soxhlet y por fluido supercrítico.